# Cantó de la Mota
El cantó de La Mota dau Caire és un cantó francès del departament dels Alps de l'Alta Provença, situat al districte de Forcauquier. Té 13 municipis i el cap és La Mota dau Caire.

## Municipis
- Lo Caire
- Chastèufòrt
- Clamençana
- Claret
- Curbans
- Mèuva
- La Mota dau Caire
- Nibles
- Segoier
- Tesa
- Valavoira
- Valèrna
- Vaumelha

## Història
| Data d'elecció                           | Identitat      | Partit               | Qualitat |
| ---------------------------------------- | -------------- | -------------------- | -------- |
| 1945-1981                                | Marcel Massot  | radical, després MRG |          |
| 1981-                                    | Marcel Clément | MRG, després PS      |          |
| les dades anteriors no són pas conegudes |                |                      |          |
|                                          |                |                      |          |

| 1962  | 1968  | 1975  | 1982  | 1990  | 1999  | 2006  |
| ----- | ----- | ----- | ----- | ----- | ----- | ----- |
| 1.382 | 1.536 | 1.500 | 1.605 | 1.897 | 2.090 | 2.307 |